# Верхній Курган
Верхній Курга́н (рос. Верхний Курган, чув. Ҫӳлти Выҫҫӑлккӑ) — присілок у складі Козловського району Чувашії, Росія. Входить до складу Козловського міського поселення.
Населення — 45 осіб (2010; 46 у 2002).
Національний склад:
- росіяни — 91 %